# Magnum (petardo)
Il magnum è un petardo, annoverato nella categoria 2 dei fuochi pirotecnici.

## Caratteristiche
Viene spesso confuso con il simile Mefisto (rispetto al quale è lievemente più debole) a causa della somiglianza d'aspetto. È un petardo di media potenza, tipico dei festeggiamenti di Capodanno di molti paesi d'Italia.

### Forma
Si presenta con una forma cilindrica, generalmente di colore rosso e della grandezza di una cartuccia di fucile. 
Eccetto rari casi, il Magnum è composto esteriormente da cartone e da un tappo di argilla che tiene compressa la camera di scoppio con la polvere esplosiva, preceduta da una miscela a lenta combustione attraversata dalla miccia di accensione, che fuoriesce dalla testa del petardo, o collegata alla capocchia a sfregamento; una pasta solidificata composta da un combustibile, solitamente solfuri di fosforo, e da un ossidante, spesso clorato di potassio, con aggiunta di materiale inerte, come polvere di vetro, che, aumentando l'attrito, permette l'accensione per sfregamento.
In seguito all'entrata in vigore di nuove norme, la versione più diffusa è dotata di miccia, pur restando in commercio la versione con capocchia a sfregamento. 

### Composizione e deflagrazione
All'interno vi sono circa 0,15 grammi di polvere flash, composta da perclorato di potassio e alluminio in polvere, con, talvolta, piccole quantità di zolfo. Questa polvere nella deflagrazione genera pochissimo gas (dato dalla decomposizione del leggero eccesso di perclorato) e l'effetto sonoro è dato dalla rottura istantanea dell'involucro di cartone, operata dall'aumento improvviso della temperatura (alcune migliaia di gradi centigradi) e quindi della istantanea espansione dell'aria interna.
Il tutto avviene entro pochi secondi dopo l'accensione.

## Vendita
Il Magnum è categorizzato come un artifizio di categoria 2 ed è venduto esclusivamente ai maggiori di 18 anni, sia singolarmente che in confezioni di diverse quantità e, in alcuni rari casi, anche di diversi colori e composizioni.